# Јан Матејко
Јан Алојзи Матејко (пољ. Jan Alojzy Matejko; Краков, 24. јун 1838 — Краков, 1. новембар 1893) је био пољски сликар, најзначајнији пољски творац историјских слика.

## Биографија
Јан је био девето дете, од једанесторо колико је било у породици. Већ у раним годинама је показивао велики таленат. Јан Матејко је под утицајем народних борби за ослобођење одлучио да одбаци религијско сликарство и да почне да ради на историјским темама.
Матејко није увек приказивао реално историјске сцене на пример убацивао је личности које нису биле на датом месту.
До краја живота био је славан како у Пољској тако и шире што су проузроковале бројне награде (нпр у Паризу). Његова жена је била Теодора са којом је имао четворо деце: Беату, Хелену, Тадеуша и Ђорђа.

## Најбитнија дела
- Устаник (1862)
- Изрицање Оптужбе (1864)
- Рејтан (1866)
- Лублинска Унија (1869)
- Стефан Батори под Псковем (1872)
- Постављање Зигмунтовог Звона (1874)
- Битка на Грунвалду (1878)
- Јан Собјески под Бечом (1883)
- Кошћушко под Рацлавицама (1887)
- Конституција 3. маја (1891)

## Галерија слика Јана Матејка
- Битка на Грунвалду (1878)
- Астроном Коперник:Разговор са Богом (1872)
- Република у зениту снаге односно Избори 1573
- Деца
- Богдан Чмилнички са Тулај Бејом под Лавовом (1872)
- Смрт Лешка Белог
- Пољаци примају хришћанство
- Крунисање првог пољског краља